# 유로마이단
유로마이단(/ˌjʊərəmaɪˈdɑːn, ˌjʊəroʊ-/, 우크라이나어: Євромайдан 예우로마이단[*], IPA: [ˌjɛu̯romɐjˈdɑn]) 또는 마이단 봉기는 2013년 11월 21일 키이우의 독립광장 내 대규모 시위로 시작된 우크라이나의 집회이자 민중봉기이다. 이 시위는 우크라이나의 대통령 빅토르 야누코비치가 갑작스래 유럽연합-우크라이나 제휴 조약 서명 준비 작업을 중단하고 러시아와 유라시아 경제 연합과 더 긴밀한 관계를 추구하며 촉발되었다. 우크라이나 의회는 EU와의 협정 체결을 압도적으로 지지했지만 러시아는 우크라이나에 EU와의 협정을 거부하도록 압력을 넣었다. 이후 시위는 야누코비치와 아자로우 내각의 사임을 요구하며 더욱 확대되었다. 또한 시위대는 광범위한 정부 부패, 직권 남용, 인권 침해, 올리하르히의 영향력 등에 대해서도 항의했다. 국제 투명성 기구는 야누코비치를 세계에서 최악의 부패 사례로 꼽았다. 11월 30일 일어난 베르쿠트의 시위대 폭력 해산으로 더욱 분노를 일으켰다. 유로마이단은 1989년 이후 유럽에서 가장 큰 규모의 민주화 대중 시위로 퍼졌으며 이후 2014년 존엄의 혁명으로 이어졌다.
봉기 기간 키이우의 독립광장은 수천명의 시위대가 점거하고 임시 바리케이드로 보호되는 거대한 시위 캠프로 쓰였다. 주방, 응급처치실, 방송 시설 외에도 연설, 강연, 토론, 공연을 위한 무대도 있었다. 즉석에서 만든 군복과 헬멧을 쓰고 방패를 들며 막대기와 돌, 휘발유 폭탄으로 무장한 자원병으로 구성된 "마이단 자위대"가 광장을 지켰다. 우크라이나 내 다른 여러 지역에도 시위가 일어났다. 키이우에서는 12월 1일 경찰과 시위대의 충돌이 일어났으며 12월 11일에는 경찰이 시위대 캠프를 습격했다. 1월 중순부터는 정부가 강경한 시위 금지법을 도입한 것에 반발하면서 시위가 매우 커졌다. 1월 19일부터 22일까지 흐루셰우스키가를 중심으로 폭력적인 충돌이 발생했다. 시위대는 이후 우크라이나 여러 지역의 지역 행정청사를 점령했다. 2월 18일에서 20일 사이 키이우의 마이단 시위대와 경찰 간의 격렬한 전투로 시위대 100여명과 경찰 13명이 사망하며 봉기가 절정에 달했다.
이 결과 야누코비치와 의회 야당이 2월 21일 임시 거국정부, 개헌, 조기 선거를 실시한다는 합의서에 서명했다. 경찰은 이날 오후 키이우 중심부에서 철수하고 야누코비치 및 다른 장관진은 이날 저녁 도시를 떠났다. 다음 날 의회는 야누코비치 탄핵안을 가결하고 임시 내각을 수립했다. 존엄의 혁명은 곧 러시아의 크림반도 합병과 동우크라이나의 친러 소요사태로 이어져 결국 러시아-우크라이나 전쟁으로 확대되었다.

## 총평

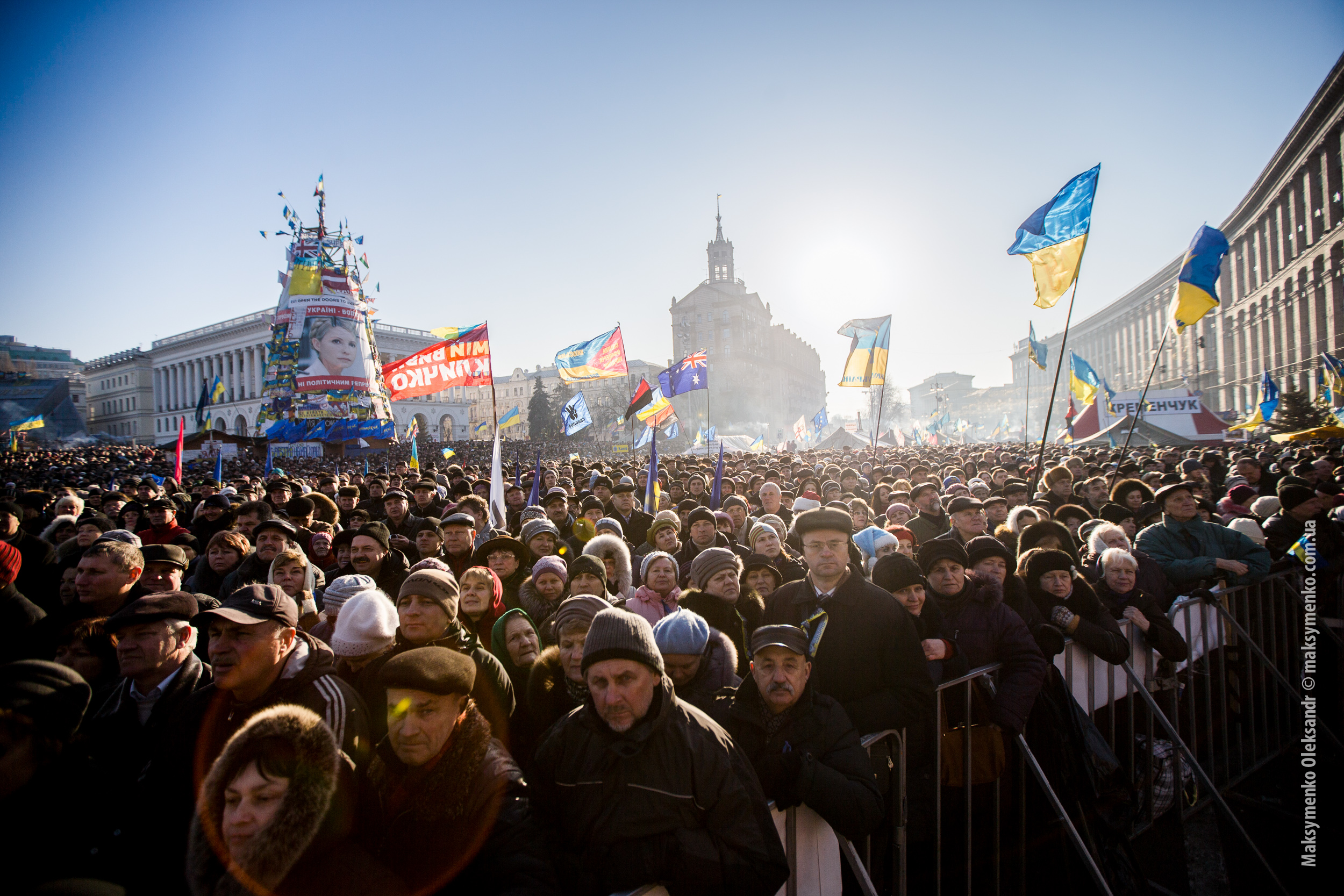
2013년 12월 29일, 키이우의 시위대

유로마이단 시위는 2013년 11월 21일 우크라이나의 수도 키이우에 시위가 발생하면서 시작되었다. 이 시위는 우크라이나 정부가 러시아와의 긴밀한 경제적 관계를 위해 우크라이나-유럽연합 제휴 협정 체결 준비를 중단하고 수감된 야권 지도자인 율리야 티모셴코 석방을 허용하는 법 초안을 거부하면서 시작되었다. 유럽 연합에서 급격한 방향 전환은 러시아의 우크라이나 위협, 모욕, 선제적인 무역 제재 활동 등 때문에 일어났다.
며칠간 이어진 시위 이후 점점 더 많은 대학생이 시위대에 가담하기 시작했다. 유로마이단은 특히 "역사상 가장 큰 친유럽 집회"로 유럽연합 자체에 대해서도 주요 정치적 상징성을 띈 사건으로 평가받는다.
시위는 우크라이나 경찰의 강경 진압에도 계속되었고 정기적으로 시위가 열리는 장소는 영하로 기온이 떨어지고 눈까지 내렸다. 러시아의 야권 정치인 보리스 넴초프에 따르면 11월 30일 새벽 정부군의 폭력 행위가 확대되면서 시위 수위가 높아져 12월 1일과 8일 주말에 키이우에서 30~40만명에 달하는 시위대가 모였다. 이전 몇 주간 조직된 시위대는 5만명에서 20만명으로 늘어났다. 12월 1일과 1월 19일부터 25일까지 경찰 폭력과 정부의 탄압에 대응해 폭력적인 소요사태가 일어났다. 1월 23일부턴 서우크라이나 내 여러 주의 여러 지방청사와 지역 의회 건물이 유로마이단 시위대의 움직임으로 점령되었다. 러시아어권 도시인 자포리자, 수미, 드니프로에서도 시위대가 지방청사 건물을 점거하러다 경찰과 정부 지지자로부터 상당한 저항을 받았다.
저널리스트인 레치아 부스하크는 2014년 2월 18일자 《뉴스위크》 지에서 다음과 같이 평가했다.
유로마이단은 단순히 유럽연합 협상 철회에 대한 분노에 찬 대응을 넘어 훨씬 큰 조직적 운동으로 성장했다. 이제는 야누코비치와 그 부패한 정부를 축출하고 우크라이나가 러시아와 200년 넘게 얽혀 있던 고통스러운 관계에서 벗어나며 자유롭게 항의하고, 말하고, 생각하고, 처벌의 위협 없이 평화롭게 행동할 수 있는 기본적인 인권을 옹호하기 위한 운동이 되었다.

2월 말에는 여당인 지역당의 많은 의원이 탈당하거나 망명하면서 우크라이나의 의회인 최고 라다에서 여당이 과반 의석을 잃게 되었다. 의회는 필요한 정족수를 채우기 위해 충분한 야당 의원이 있었기 때문에 이후 의회에서 키이우에서 경찰을 철수시키고 시위 진압 작전을 취소하며 2004년 헌법을 복귀시키고 정치범을 석방하며 야누코비치 대통령을 탄핵하는 일련의 법률안을 통과시켰다. 야누코비치는 의회의 결정을 인정하지 않고 우크라이나 제2도시인 하르키우로 도피했다. 의회는 2014년 5월 조기선거를 실시했다.
2019년 초 우크라이나 법원은 야누코비치를 이적죄로 유죄 판결했다. 또한 야누코비치는 블라디미르 푸틴에게 우크라이나를 탈출한 후 러시아군을 파견해 우크라이나를 침공해 달라고 요청한 혐의로 기소되었다. 이 혐의는 2014년 무장 경호원을 대동한 채 우크라이나를 빠져나간 후 러시아의 로스토프 도시에서 망명 생활을 해 온 야누코비치에게 실질적인 영향을 주진 못했다.

## 배경

### 명칭의 역사
"유로마이단"이라는 용어는 시위 첫 날 트위터에서 "Euromaidan"이라는 이름의 계정이 만들어진 후 트위터 내 해시태그로 처음 사용되었다. 이 용어는 곧바로 국제 언론에서 많이 사용하기 시작했다.
유로마이단이라는 명칭은 두 단어의 합성어이다. 앞의 '유로'(Euro)는 유럽의 준말로 시위대의 친유럽적 성향을 가리키고, 뒤의 '마이단'(maidan)은 시위의 중심지인 키이우 시내의 대형 광장인 독립광장(우크라이나어: Maidan Nezalezhnosti 마이단 네잘레즈흐노스티[*])를 가리킨다. 마이단이라는 단어는 페르시아어로 '광장' 혹은 '열린 공간'을 뜻한다. 이 단어는 다른 많은 언어의 외래어처럼 유입되어 오스만 제국이 우크라이나에 영향을 끼쳤던 시기에 우크라이나어로 유입되었다. 시위 중에는 '마이단'이라는 용어가 대중의 정치적 항의 및 시위라는 의미로도 쓰이며 그 뜻이 넓어졌다.
유로마이단 시위가 처음 시작되었을 때 우크라이나 내 언론은 이 운동을 주로 "유로레볼루션"(Eurorevolution, 우크라이나어: Єврореволюція 예우로레볼류치야[*]) 혹은 때때로 아랍의 봄에서 이름을 따온 "우크라이나의 봄"이라고 불렀다.

### 직접적인 원인
2012년 3월 30일 유럽 연합(EU)과 우크라이나는 제휴 협정을 논의하기 시작했다. 하지만 EU 지도부는 나중에 2011년과 2012년에 각각 율리야 티모셴코와 유리 루첸코를 투옥하는 등 우크라이나 내 "민주주의 및 법치의 급격한 악화"에 대한 우려를 해결하지 않으면 협정을 비준하지 않겠다고 밝혔다. 시위가 일어나기 몇 달 전 우크라이나의 대통령 빅토르 야누코비치는 의회에 우크라이나가 EU가 제시하는 기준을 만족할 수 있도록 법을 제정해 달라고 촉구했다. 2013년 9월 25일 최고 라다 의장 볼로디미르 리바크는 우크라이나 공산당을 제외하고는 "최고 라다는 이 법안을 중심으로 단결했다"고 말했다. 제휴 협정의 우크라이나 측 협상단 중 한 명인 파울로 클림킨은 처음에는 "러시아는 단순히 (유럽 연합과의 제휴 협정이) 실현될 수 없다고 믿었다. 그들은 좋은 협정을 협상할 우리의 능력을 믿지 않았고, 협정을 이행하겠다는 우리의 약속도 믿지 않았다"고 말했다.
2013년 8월 중순 러시아는 우크라이나산 수입품에 관한 관세 규정을 변경하여 2013년 8월 14일부터 러시아 연방관세청은 우크라이나에서 수입하는 모든 상품의 통관을 중단했고 정치인과 언론을 자극하여 우크라이나와 유럽 연합의 제휴 협정 서명을 막기 위해 사실상 우크라이나와의 무역 전쟁을 시작했다. 우크라이나 산업부 장관 미하일로 코롤렌코는 2013년 12월 18일 러시아의 새로운 무역 제재 조치 때문에 우크라이나의 수출액이 14억 달러 감소(올해 첫 10개월간 전년 대비 10% 감소)했다고 보고했다. 2013년 11월 우크라이나 국가통계청은 2012년 같은 달과 비교하여 2013년 우크라이나의 산업 생산은 10월 4.9%, 9월 5.6%, 8월 5.4% 감소했으며 연간 총 산업생산량은 2012년 전년 대비 1.8% 감소했다고 발표했다.
2013년 11월 21일 우크라이나 정부는 대통령령으로 제휴 협정 체결 준비 과정을 중단한다고 밝혔다. 그 이유로는 지난 몇 달 간 우크라이나가 "산업 생산량 감소와 독립국가연합(CIS) 간의 관계 악화"를 겪었기 때문이라고 밝혔다. 또한 정부는 "우크라이나의 산업 생산량 감소와 독립국가연합 간의 관계가 유럽 시장으로 충분히 보상이 된다면 협정 준비를 재개하겠다"고 말했다. 우크라이나의 총리 미콜라 아자로우는 국제 통화 기금(IMF)이 대출을 내세우면서(2013년 11월 20일 IMF가 제시) 대규모 정부 예산 삭감과 가스 요금 40% 인상 등 "매우 가혹한 조건"이 정부가 제휴 협정 체결 준비를 중단하기로 결정한 데 결정적인 이유였다고 밝혔다. 2013년 12월 7일 IMF는 우크라이나의 천연 가스 관세를 40%로 곧바로 올리는 것이 아닌 경제적으로 정당한 수준까지 점진적으로 인상함과 동시에 선별적 사회 복지를 강화하여 인구 극빈층에게 인상으로 발생하는 경제적 손실을 보상할 것을 권장했다고 밝혔다. 같은 날 IMF 우크라이나 상주대표인 제롬 배처는 이 특정 IMF 대출은 40억 달러 규모로 "불균형을 없애고 성장을 촉진하는 정책"과 연계할 것이라고 밝혔다.
야누코비치 대통령은 2013년 11월 28일에서 29일까지 빌뉴스에서 열린 EU 정상회담에 참석하여 EU-우크라이나 제휴 협정 체결을 마무리할 예정이었으나, 협정을 결국 서명하지 않았다. 야누코비치와 EU 고위 관료 모두 나중에 제휴 협정에 서명하고 싶다는 신호를 보냈다. 야누코비치는 나중에 측근들에겐 이 결정은 EU 협정에 서명한다면 크림반도와 돈바스 지역을 포함한 우크라이나 동남부 상당 부분을 점령하겠다고 위협한 블라디미르 푸틴 러시아 대통령의 위협 때문이었다고 밝혔다.
미국의 언론인 랠리 웨이머스는 《워싱턴 포스트》 지에서 우크라이나의 억만장자인 페트로 포로셴코와 한 인터뷰에서 포로셴코는 다음과 같이 말했다.
처음부터 전 마이단의 조력자 중 하나였습니다. 제가 운영했던 텔레비전(카날 5)는 매우 중요한 역할을 했죠. 우리는 언론인에게 진실을 말할 수 있는 기회를 주었습니다... 12월 11일 (미국 국무부 차관보)빅토리아 눌런드와 (유럽 연합 외교관)캐서린 애시튼이 키이우에 왔을 때 밤에 그들이 마이단을 습격하기 시작했습니다. 전 진압 경찰 앞에 차를 세웠습니다.

2013년 12월 11일 총리인 미콜라 아자로우는 EU 협상 비용을 해결하기 위해 200억 유로(약 270억 달러) 규모의 대출 및 재정 지원을 요청했다고 밝혔다. EU는 우크라이나의 법률을 대폭 개정하는 조건으로 6억 1천만 유로(약 8억 3,800만 달러) 규모 차관을 제공하겠다고 밝혔고 러시아는 법률 개혁이라는 전제 조건 없이 150억 달러 규모 차관과 저렴한 가스를 제공하겠다고 밝혔다.

## 시위대의 요구

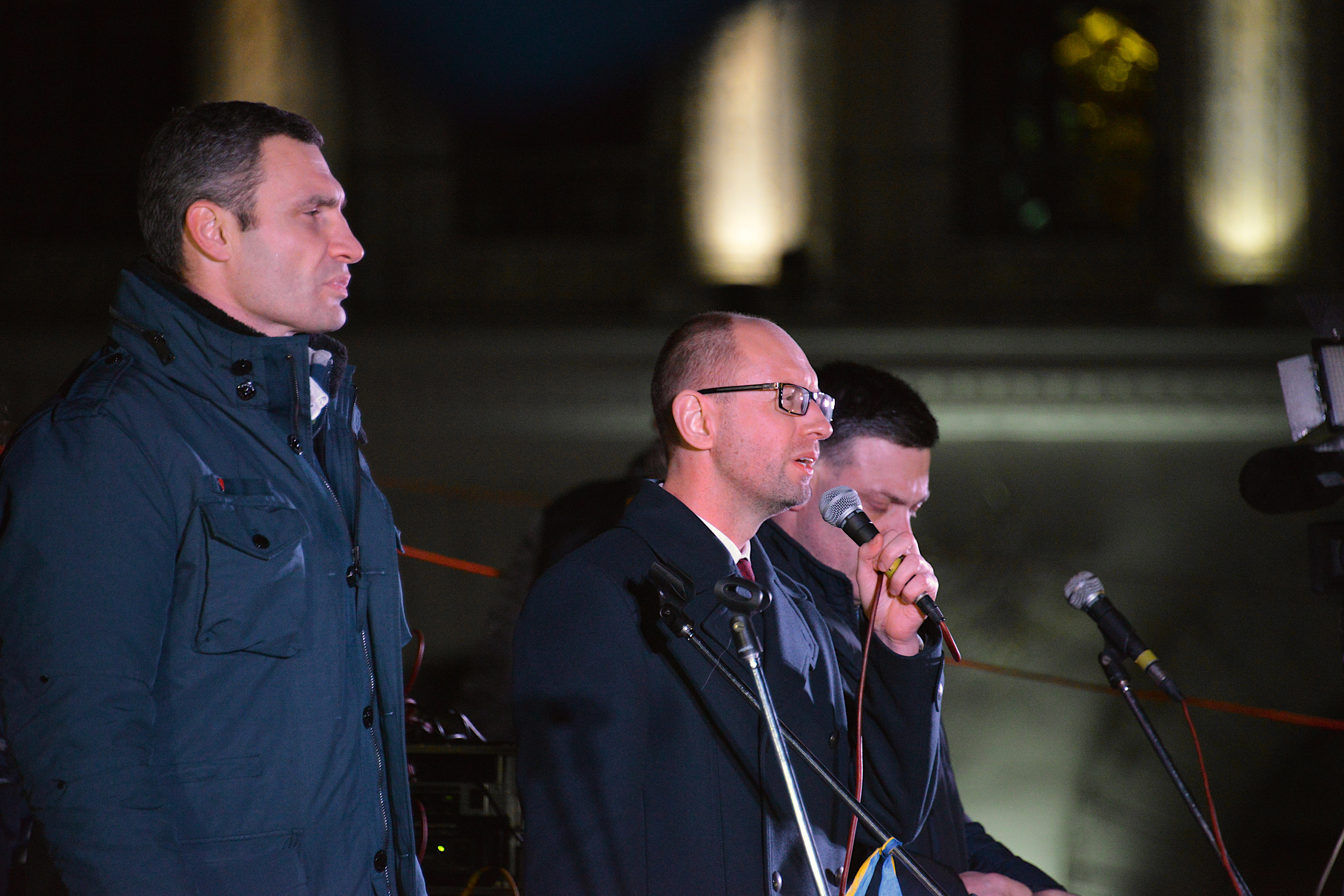
2013년 11월 27일, 사복 차림으로 대중 앞에서 연설하는 야권 지도자인 비탈리 클리츠코, 아르세니 야체뉴크, 올레흐 탸흐니보크의 모습

11월 29일 시위 주최 측은 공식적으로 다음과 같은 세 가지 요구 사항으로 구성된 결의안을 발표했다.
1. 유럽 공동체와 소통하기 위한 조정위원회의 구성
2. 대통령, 의회, 내각이 국가를 지정학적으로 전략적인 발전 과정을 수행할 능력이 없으며 야누코비치의 사임을 요구하는 성명서를 발표
3. 유로마이단 시위대, 학생, 시민 운동가, 야권 지도자에 대한 정치적 탄압 중단

이 결의안은 1991년 우크라이나 독립 국민투표 22주년 기념일인 12월 1일 정오에 독립광장에서 모여 향후 행동 방침을 발표하겠다는 내용도 담겨 있었다.
11월 30일 밤 독립광장에 있던 모든 시위대를 경찰이 강압적으로 해산한 후 우크라이나 내무부 장관인 비탈리 자하르첸코의 해임도 시위대의 주요 요구 중 하나가 되었다. 우크라이나 전역의 학생도 등록금 인상 가능성이 내포된 법안을 발의한 우크라이나 교육과학부 장관인 드미트로 타바치니크의 해임을 요구했다. 빅토르 야누코비치와 우크라이나 주요 정부각료에 대한 제재를 요구하는 백악관 청원은 나흘 만에 10만명 이상이 서명했다.
12월 5일에는 바티키우시나의 원내대표인 아르세니 야체뉴크가 다음과 같이 말했다.
최고 라다와 대통령을 향한 우리의 세 가지 요구는 변함이 없다. 내각 사임, 무엇보다도 모든 정치범의 석방, (전 우크라이나 총리) 율리야 티모셴코, (12월 1일 반코바가 집회에 참석했다 불법적으로 유죄 판결을 받은) 9명의 (석방), 모든 형사 사건 기소 중단, 독립광장에서 아동을 불법 구타한 데 책임이 있는 모든 베르쿠트 경찰관의 체포이다..

또한 야권은 정부가 "야누코비치가 러시아에 기대게 만든 경제 문제를 통해 우크라이나를 돕는 데 필요한 대출을 위해 IMF와의 협상을 재개할 것"도 요구했다.

## 전개

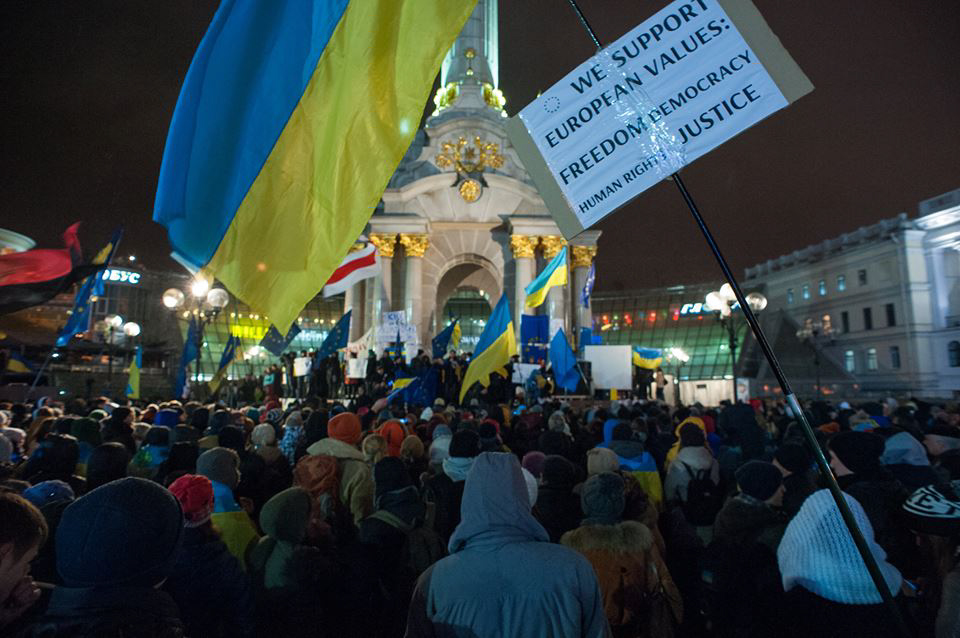
2013년 11월 27일, 우크라이나 키이우의 유로마이단 시위대 모습

유로마이단 시위는 2013년 11월 21일 밤 늦게 평화 시위로 시작되었다. 시위대 약 1,500명이 언론이 무스타파 나이옘의 반정부 집회를 촉구하는 페이스북 게시물을 보고 모여들었다.

### 키이우의 시위
2013년 11월 30일 시위대는 베르쿠트 경찰에게 폭력적으로 해산당했다. 12월 1일 키이우 시민 50만명 이상이 "학생을 지키고 심각한 권위주의에 맞서 사회를 보호하기 위해" 시위대에 가담하기 시작했고 12월 들어선 정부와의 추가 충돌과 야권의 정치적 최후통첩이 이어졌다. 이런 대치 상황은 2014년 1월 16일 정부가 시위 금지법을 제정해 폭발한 시위대의 소요 사태로 이어지면서 절정에 달했다. 2014년 2월 초에는 키이우 노동조합 건물 폭탄 테러와 시위대의 "자위대" 결성이 이어졌다.

#### 2013년 12월 1일 시위
전날인 11월 30일 경찰의 폭력적인 시위대 진압에 대한 항의로 키이우 여러 지역에서 동시다발적 봉기가 발생했다.

#### 2013년 12월 11일 시위
12월 11일 우크라이나 정부는 베르쿠트와 우크라이나 국내군 등 특수부대를 이용하여 유로마이단 시위대를 진압하러 시도했다.

#### 흐루셰우스키가 시위
2014년 1월 19일 키이우 중심부에 최대 20만명의 시위대가 모여 일명 "독재법"이라고 부르는 우크라이나 반시위법에 반대하는 시위를 열었다. 많은 시위대가 파티용 마스크, 안전모, 방독면 등을 착용해 얼굴을 가리는 법 조항을 무시했다. 이들은 마이단에서 의회 청사로 행진을 시도했다. 시위 행진이 진압경찰에게 막히자 흐루셰우스키가에서 격렬한 충돌이 발생했다. 폭력적인 대치 상황은 3일간 계속되었고 그 동안 시위대 3명이 진압경찰의 사격으로 사망했다.

#### 2014년 2월 혁명
가장 사망자가 많았던 충돌은 2014년 2월 18일~20일 사이에 일어났는데 우크라이나가 독립한 이래 가장 심각한 폭력 사태가 일어났다. 방패와 헬멧을 쥔 활동가가 이끄는 시위대 수천 명이 의회 방면으로 행진했고 베르쿠트와 경찰 저격수가 시위대를 향해 총격을 가했다. 이 총격으로 시위대 100명 넘게 사망했다.
2월 21일 야누코비치와 의회 야당 지도부(비탈리 클리츠코, 아르세니 야체뉴크, 올레흐 탸흐니보크는 EU와 러시아 대표단의 중재 하에 합의안에 서명했다. 이 합의안에 따라 임시 거국내각이 수립되고 대통령 권한을 축소하는 개헌과 조기 선거가 실시될 예정이었다. 시위대는 점거한 건물과 광장을 떠나야 했고 정부는 비상사태를 선포하지 않기로 합의했다. 미국은 야누코비치가 그 동안 대통령직에 유지한다는 조건을 지지했지만 마이단 시위대는 여전히 야누코비치의 사임을 요구했다. 합의안 서명은 폴란드, 독일, 프랑스 외무장관을 대동해 지켜보았다. 러시아 대표단은 협정에 서명하지 않았다.
다음 날인 2월 22일 야누코비치는 도네츠크와 크림반도로 도망쳤고 의회는 이를 알고 난 후 야누코비치 대통령 탄핵안에 투표했다. 2월 24일 야누코비치는 러시아로 망명했다.

### 우크라이나 기타 지역 시위
|                                    |                   |                    |                 |
| 도시                               | 최대 시위자수     | 날짜               | 출처            |
| 키이우                             | 400,000~800,000명 | 12월 1일           | [ 60 ]          |
| 리비우                             | 50,000명          | 12월 1일           | [ 63 ]          |
| 하르키우                           | 30,000명          | 2월 22일           | [ 180 ]         |
| 체르카시                           | 20,000명          | 1월 23일           | [ 64 ]          |
| 테르노필                           | 20,000명 이상     | 12월 8일           | [ 181 ]         |
| 드니프로페트로우시크 (현 드니프로) | 15,000명          | 3월 2일            | [ 105 ] [ 182 ] |
| 이바노프란키우스크                 | 10,000명 이상     | 12월 8일           | [ 183 ]         |
| 루츠크                             | 8,000명           | 12월 1일           | [ 184 ]         |
| 수미                               | 10,000명          | 3월 2일            | [ 185 ]         |
| 폴타바                             | 10,000명          | 1월 24일           | [ 186 ]         |
| 도네츠크                           | 10,000명          | 3월 5일            | [ 187 ]         |
| 자포리자                           | 10,000명          | 1월 26일           | [ 188 ]         |
| 체르니우치                         | 4,000~5,000명     | 12월 1일           | [ 184 ]         |
| 심페로폴                           | 5,000명 이상      | 2월 23일           | [ 189 ]         |
| 리우네                             | 4,000~8,000명     | 12월 2일           | [ 190 ]         |
| 미콜라이우                         | 10,000명          | 3월 2일            | [ 191 ]         |
| 무카체베                           | 3,000명           | 11월 24일          | [ 192 ]         |
| 오데사                             | 10,000명          | 3월 2일            | [ 193 ]         |
| 흐멜니츠키                         | 8,000명           | 1월 24일           | [ 183 ]         |
| 빌라체르크바                       | 2,000명 이상      | 1월 24일           | [ 194 ]         |
| 삼비르                             | 2,000명 이상      | 12월 1일           | [ 195 ]         |
| 빈니차                             | 5,000명           | 12월 8일, 1월 22일 | [ 196 ]         |
| 지토미르                           | 2,000명           | 1월 23일           | [ 197 ]         |
| 크로피우니츠키                     | 1,000명           | 12월 8일, 1월 24일 | [ 186 ] [ 198 ] |
| 크리우이리                         | 1,000명           | 12월 1일           | [ 199 ]         |
| 루한스크                           | 1,000명           | 12월 8일           | [ 200 ]         |
| 우지호로드                         | 1,000명           | 1월 24일           | [ 201 ]         |
| 드로호비치                         | 500~800명         | 11월 25일          | [ 202 ]         |
| 헤르손                             | 2,500명           | 3월 3일            | [ 203 ]         |
| 마리우폴                           | 400명             | 1월 26일           | [ 204 ]         |
| 체르니히우                         | 150~200명         | 11월 22일          | [ 205 ]         |
| 이즈마일                           | 150명             | 2월 22일           | [ 206 ]         |
| 바실키우                           | 70명              | 12월 4일           | [ 207 ]         |
| 얄타                               | 50명              | 2월 20일           | [ 208 ]         |

2013년 11월 24일 이바노프란키우스크에서 시위대 수천명이 지방 행정 청사에 모였다. 또한 리비우, 이바노프란키우스크, 우지호로드 등 우크라이나 서부의 여러 대학은 휴교했다. 그 외에도 하르키우, 도네츠크, 드니프로페트로우시크 (현 드니프로) 루한스크 등 기타 여러 우크라이나 대도시에도 유로마이단 시위가 열렸다. 우크라이나의 EU 가입을 지지하는 리비우 집회는 지역 대학생이 주도해서 열었다. 리비우에 있는 스보보디 거리에서 2만 5천명에서 3만명에 달하는 시위대가 행진했다. 주최 측은 2013년 11월 28일부터 29일 사이에 리투아니아 빌뉴스에서 열릴 예정인 제3차 동방 파트너십 회담에까지 시위를 계속하겠다고 발표했다. 약 300명이 모인 심페로폴의 시위에서는 유럽과의 통합을 찬성하는 국민주의자와 크림 타타르인이 연합했으며, 시위대는 우크라이나의 국가와 우크라이나인 시치 소총병의 노래 둘 다 제창했다.
11월 25일 드니프로페트로우시크에서 법원 명령으로 시위대의 텐트 야영지가 철거 명령으로 깡패 집단이 나타나 철거 작전을 펼쳐 충돌이 일어났고 이 결과 7명이 부상을 입었다. 관계자들은 공격자 수를 10~15명으로 추정했으나 경찰은 공격에 개입하지 않고 방관했다. 이와 마찬가지로 오데사에서도 30명으로 구성된 도시 내 유로마이단 캠프 철거를 중단하라는 명령을 무시하고 그대로 건물에서 모든 시위대를 내쫓았다. 같은 날 체르히니우에서도 경찰 및 사복을 입은 남성 50여명이 유로마이단 시위대를 내쫓았다.
11월 25일 오데사에서 경찰 120명이 시위대가 모인 텐트 야영지를 기습해 모두 철거했다. 경찰은 민주동맹 오데사 지부 지도자인 알레헤이 츠호르니를 포함해 시위대 3명을 구금했다. 3명 모두 경찰차 안에서 구타당한 후 도착 기록 없이 포르토프란코우스크 경찰서로 연행되었다. 이번 조치는 앞서 지방행정법원이 새해까지 시민의 평화적 집회를 열 권리를 제한하는 금지령이 발효된 뒤 나왔다. 법원 판결에 따라 연말까지 모든 집회, 텐트, 음향 장비, 차량 사용이 불허된다.
11월 26일 도네츠크에서 50명이 모인 집회가 열렸다.
11월 28일 얄타에서 시위가 열렸으며 이 시위에 참여한 대학 교수진은 대학 관계자로부터 교수 사임 압력을 받았다.
11월 29일 리비우에서 2만명이 모인 시위가 열렸다. 키이우에서처럼 시위대가 인간 사슬을 이뤄 우크라이나가 유럽 연합과 서로 손을 잡았다는 상징을 만들었다고 주장했다(당시 시위대는 약 100여명이 유럽 연합 내 폴란드에서 넘어와 시위대에 합류했다고 말했다).

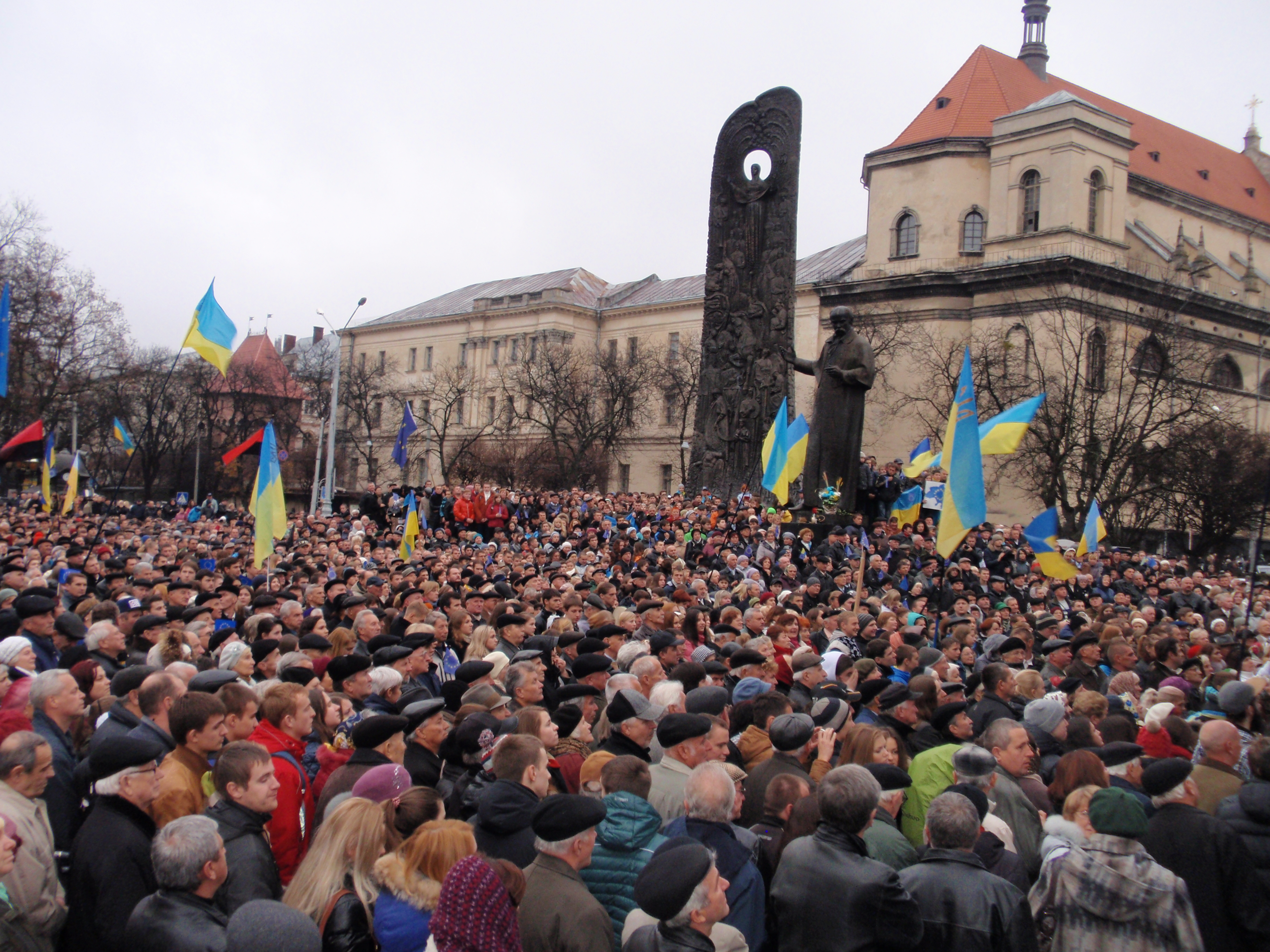
키이우 외 지역에서 가장 큰 친 유럽연합 시위인 리비우 타라스 셰우첸코 기념비 앞 시위

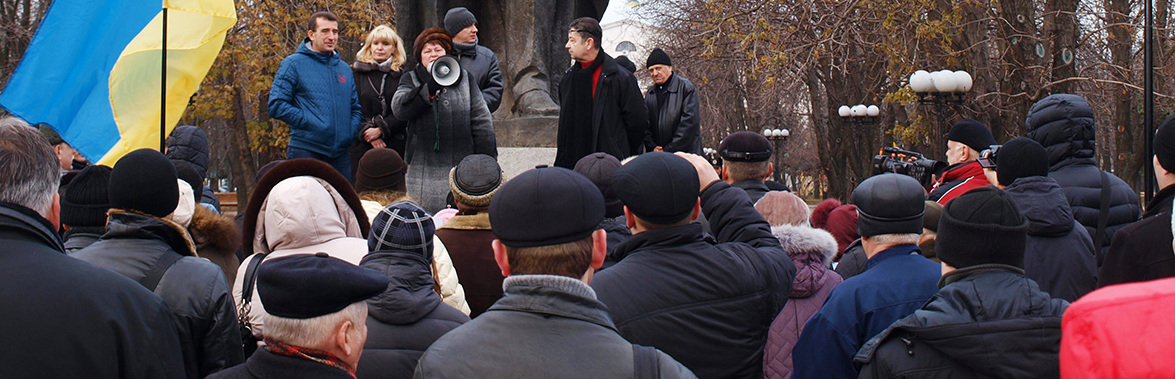
루한스크에서 열린 유로마이단 시위

12월 1일에는 키이우 외 지역에서 열린 가장 큰 규모의 시위인 리비우 타라스 셰우첸코 기념비 앞 시위가 열렸으며 이 시위에서 5만명의 시위대가 운집했다. 이 시위에서 리비우 시장인 안드리 사도비, 시의회 의장 페테르 콜로디, 기타 저명인사와 정치인이 참여했다. 도네츠크 동부 도시에서는 약 300명이 모여 빅토르 야누코비치 대통령과 미콜라 아자로우 총리의 사임을 요구하는 시위를 열었다. 한편 하르키우에서는 작가 세르히 자단를 포함한 수천명의 시위대가 모여 연설 중 혁명을 요구했다. 시위는 평화적으로 진행되었다. 시위대 측은 최소 4천명이 모였다고 주장했으며 다른 출처에서는 2천명이 모였다고 분석했다. 드니프로페트로우시크에선 시위대 1천명이 모여 EU와의 협정 중단에 항의하고 키이우의 시위대와 연대함을 표했으며 지방 및 대도시 관료의 사임을 요구했다. 이 시위대는 나중에 "우크라이나는 유럽이다"와 "혁명"을 외치며 행진했다. 또한 심페로폴(150~200명이 참여)과 오데사에서도 유로마이단 시위가 같이 열렸다.
12월 2일 "연대행동일"에 리비우주는 키이우 시위 지원을 위한 자원을 동원하기 위해 총파업을 선언했고 이후 테르노필과 이바노프란키우스크에서도 총파업 선언이 이어졌다.
12월 3일 드니프로페트로우시크에서 시위대 300명이 모여 유럽 통합 찬성을 외치고 지방정부, 지역 경찰서장, 우크라이나 보안국(SBU) 인사 사임을 요구했다.
12월 7일 테르노필과 이바노프란키우스크에서 경찰이 키이우로 운전하는 행위를 금지했다는 보도가 나왔다.
12월 8일 시위는 우크라이나 동부의 여러 도시를 포함해 많은 도시에서 일어났다. 이날 저녁에는 키이우 레닌 기념비의 붕괴 사건도 일어났다.
12월 9일에는 오데사주 포딜스크에 있는 블라디미르 레닌 기념비 동상도 쓰러졌다. 테르노필에선 유로마이단 시위대가 정부에게 고소를 당했다.
키이우의 레닌 기념비가 붕괴된 이후 우크라이나 내 여러 곳의 레닌 기념비 철거 및 파괴가 이어졌다. 이런 기념비 철거를 "레니노파드"(우크라이나어: Ленінопад, 러시아어: Ленинопад)라고 부른다. 뒤이어 2014년 봄까지 유로마이단 시위 기간 키이우, 지토미르, 흐멜니츠키 등 여러 지역에서 12개 기념비가 철거되거나 훼손되었다. 기타 도시와 마을에서도 기념비가 중장비로 파괴되어 폐차장이나 쓰래기장으로 옮겨졌다.
12월 14일 하르키우의 유로마이단 지지자들이 자유광장 주변을 금속 울타리로 막고 있는 데에 항의해 울타리에 플랜카드를 올렸다. 12월 5일부터 시위대는 절도와 방화 피해자가 되었다. 하르키우의 한 유로마이단 시위대는 남성 2명에게 공격받아 열두번이나 칼에 찔렀다. 가해자가 누구인지 밝혀지진 않았으나 시위대는 하르키우에 있는 시민단체 마이단에서 시장인 겐나디 케르네스가 사건의 배후라고 말하고 있다며 조사를 주장하고 있다.
12월 22일에는 드니프로페트로우시크에서 2천명의 시위대가 모였다.
12월 말에는 도네츠크에서 500명의 시위대가 행진했다. 도네츠크 지역은 친정부적인 분위기가 강했기 때문에 해외 평론가는 "도네츠크 행진에 500명이 모였다는 것은 리비우에서 5만명, 키이우에서 50만명이 모이는 것과 같다"고 평했다. 다음 해인 2014년 1월 5일에는 도네츠크, 드니프로페트로우시크, 오데사, 하르키우 등 여러 곳에서 유로마이단 지지 시위가 열렸는데 도네츠크에서는 100여명, 뒤의 3개 도시에서는 수백명이 모였다.
1월 11일 하르키우에서 시위대 150명이 전국 유로마이단 시위 플랫폼 통일을 위한 대포럼 참석을 위해 떠났다. 하지만 일부 인원이 모인 교회에서 12명 이상의 티투스키에게 습격당했고 나머지 인원들도 서점에 열린 회의장을 습격해 창문을 부수고 최루탄을 던지며 마이단 회의를 막았다.

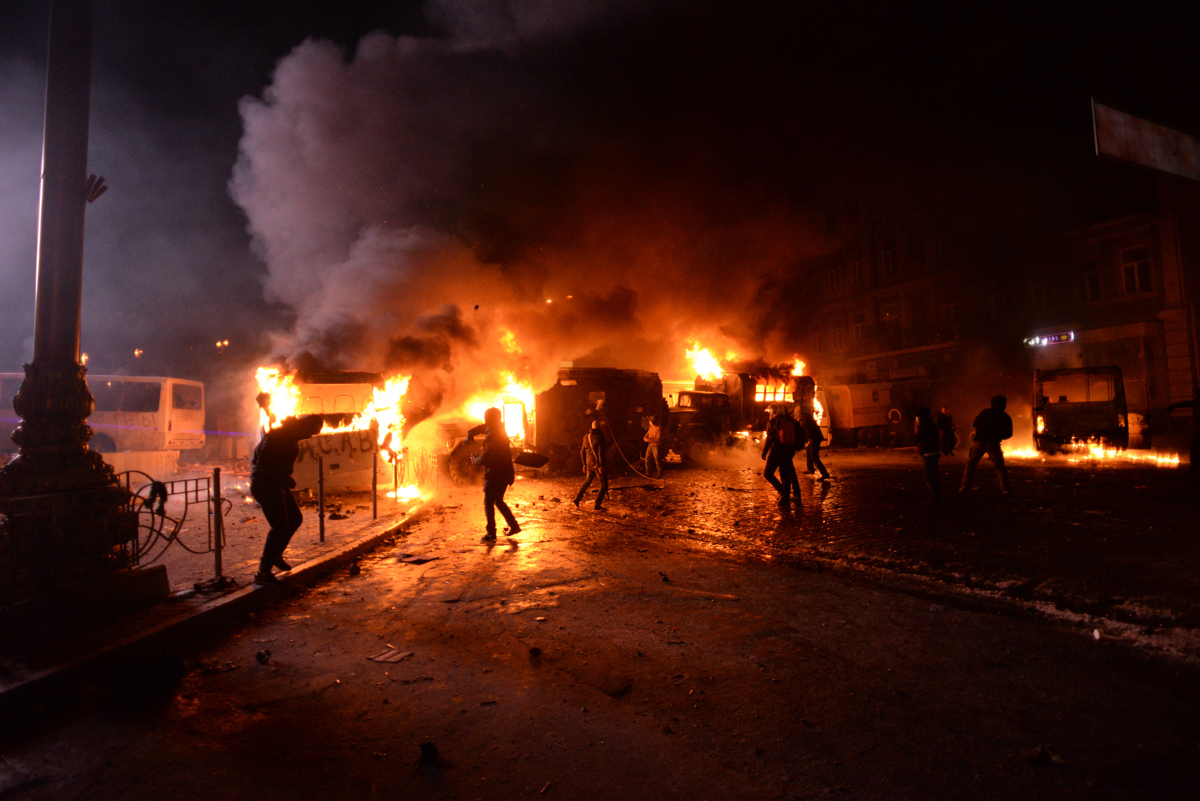
2014년 1월 19일 시위에서 경찰과 충돌하는 시위대의 모습

1월 22일 도네츠크에서 친유로마이단 시위와 친정부 시위가 각각 열렸다. 친정부 시위에서는 600명이, 유로마이단 시위에서는 100명이 모였다. 경찰 발표에 따르면 친정부 시위에서는 5천명이 참석했으나 유로마이단 집회는 60만명 참여했다고 발표했다. 또한 유로마이단 시위 도중 티투스키 약 150명이 나타나 메가폰으로 "파시스트 물러나라!"고 외치며 스보보다 당기를 불태우면서 충돌을 시도했지만 경찰이 두 세력을 분리했다. 한편 도네츠크 시의회는 키이우에게 유로마이단 시위대에게 더욱 강력한 조치를 취해 달라고 정부에게 요구했다.
1월 22일 경찰이 수도 키이우에서는 시위대에게 총격을 하는 가운데 리비우에서 군 막사가 시위대에게 포위되었다. 시위대 중에는 아들이 군 복무중인 어머니도 있었는데 그들은 키이우로 군을 배치하지 말라고 요구했다. 또한 1월 22일 빈니차에서는 시위대 수천명이 주요 도로를 점거했다. 또한 시위대는 야누코비치에게 선물로 "관 속에 들어간 민주주의"를 들며 시청까지 행진했다.
1월 23일 오데사 시의원이자 유로마이단 활동가인 올렉산드르 오스타펜코의 차가 폭탄 테러를 당했다. 수미 시장은 1월 24일 유로마이단 운동을 지지하며 키이우의 시민 소요 사태를 지역당과 공산당에 책임이 있다고 주장했다.
크림 의회는 키이우에서 일어난 사건으로 크림 자치령이 러시아로 합류할 준비가 되었다고 발표했다. 2월 27일에는 무장 괴한이 크림 의회를 점령하고 러시아 국기를 계양했다. 나중에 러시아의 대통령 블라디미르 푸틴은 2월 27일을 러시아 스페츠나츠 특수부대를 위한 특별한 날로 선포했다.
3월 초에는 크림 타타르인 수천명이 심페로폴에 모여 소수의 친러시아 시위대와 충돌했다.
2014년 3월 4일 도네츠크에서 처음으로 대규모 친유로마이단 집회가 열렸다. 시위대 2천명이 모였다. 도네츠크는 우크라이나 극동의 대도시로 야누코비치의 거점이자 지지자의 전진기지 역할을 했다. 2014년 3월 5일에는 같은 장소에서 7천~1만명에 달하는 유로마이단 시위가 열렸다. 지도자가 집회 종료를 선언한 후 친유로마이단과 2천명의 친러 시위대 사이 충돌이 벌어졌다.

### 행정청사 점령
2014년 1월 23일부터 우크라이나 서부의 주 정부 건물과 지역 행정청사(RSA) 건물이 유로마이단 시위대에게 점령되었다. 점령된 주의 행정청사에서는 그 주 내에서 우크라이나 지역당 및 공산당의 지역 활동과 상징을 금지하기로 결정했다. 자포리자, 드니프로페트로우시크, 오데사 도시에서도 시위대가 지역 행정청사를 점령하러 시도했다.

### 해외에서 발생한 시위

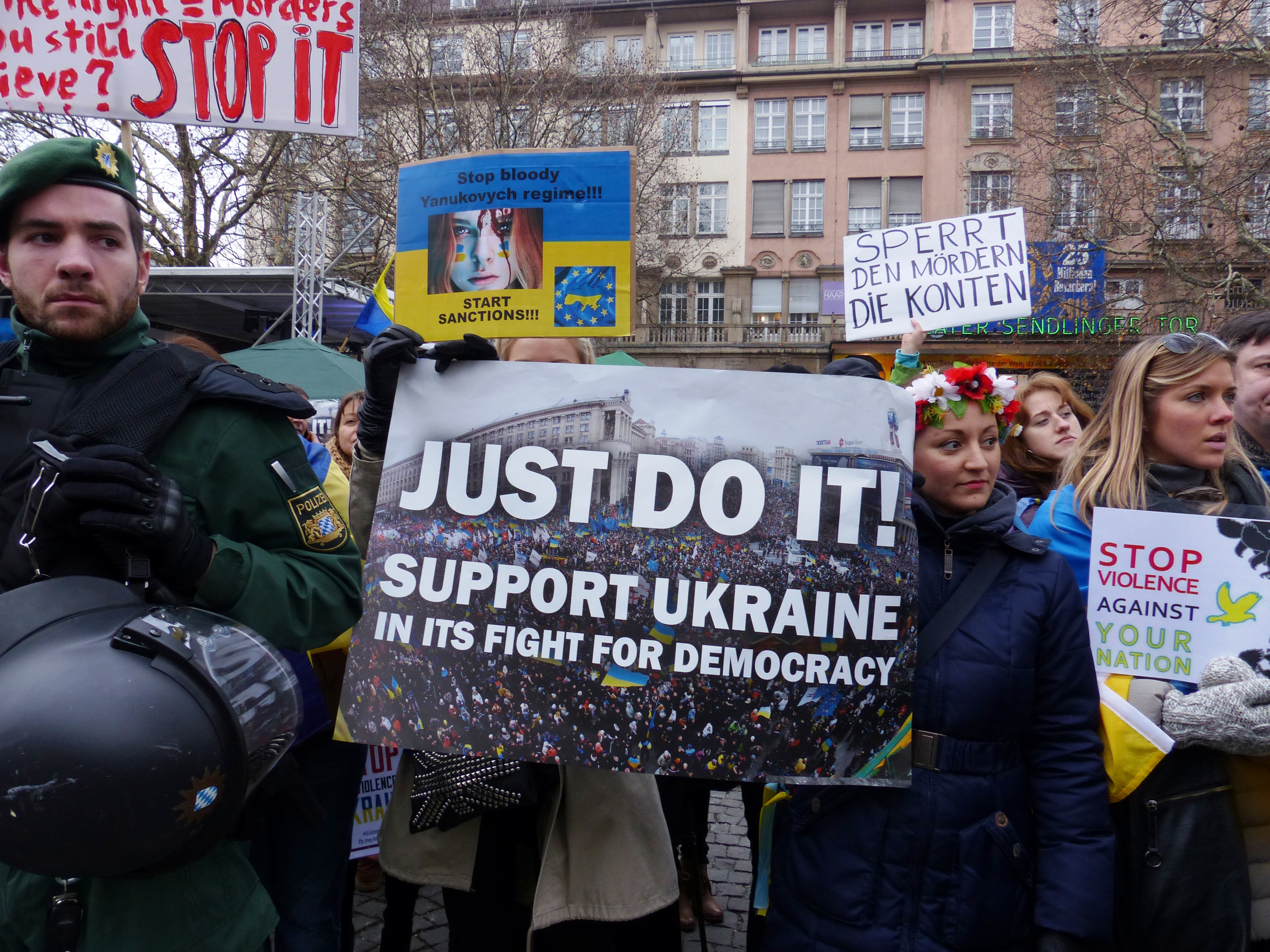
독일 뮌헨에서 열린 유로마이단 지지 시위

우크라이나 디아스포라가 많은 북아메리카와 유럽 지역에서 소규모 지지 시위나 유로마이단 시위가 열렸다. 우크라이나 외 해외에서 일어난 유로마이단 시위 중 가장 컸던 시위는 2013년 12월 8일 뉴욕에서 열렸으며 1천명 이상의 시위대가 참여했다. 특히 2013년 12월에는 폴란드 바르샤바의 문화과학궁전, 미국 필라델피아 시라 센터, 조지아 트빌리시 의회 건물, 미국-캐나다 국경의 나이아가라 폭포에서는 우크라이나와의 연대의 상징으로 파란색과 노란색 조명이 켜졌다.

### 안티마이단 및 친정부 집회
유로마이단 기간 우크라이나 정부의 자금 지원을 받은 여러 친정부 집회가 열렸다. 여러 언론 매체가 친정부 집회의 정부 개입에 대해 조사한 결과 대체로 친정부 집회 참여자들은 정치적 이유가 아닌 금전적 보상을 위해 참여했으며 유로마이단에 대한 유기적 대응이 아니라는 것을 밝혀냈다. 키이우에 있는 키이후 모힐라 학회의 정치학자 올렉시이 하란는 "사람들은 국가의 인권 침해에 항의하기 위해 유로마이단 시위를 열고 있으며, 희생할 준비가 되어 있다.", "안티마이단 측은 오직 돈만을 위해 존재한다. 정부는 저항을 유발하기 위해 이 인력을 고용한다. 그들은 어떤 것도 희생하지 않을 것이다"라고 말했다.

## 유로마이단 단체

### 오토마이단
오토마이단(Automaidan)은 우크라이나의 대통령 빅토르 야누코비치의 사임을 요구한 유로마이단 내 운동 단체이다. 주로 시위대 캠프를 보호하고 거리를 봉쇄한 운전자의 연합으로 이루어졌다. 이 단체는 2013년 12월 29일 우크라이나-유럽연합 제휴 협정 체결 거부에 항의하기 위해 메지히리야에 있는 대통령 관저까지 자동차 행렬을 조직했다. 이 자동차 행렬은 대통령 관저에서 수백 미터 떨어진 곳까지 행진했다. 오토마이단은 정부군과 정부 지지자의 여러 표적으로 공격을 받았다.

### 자위대

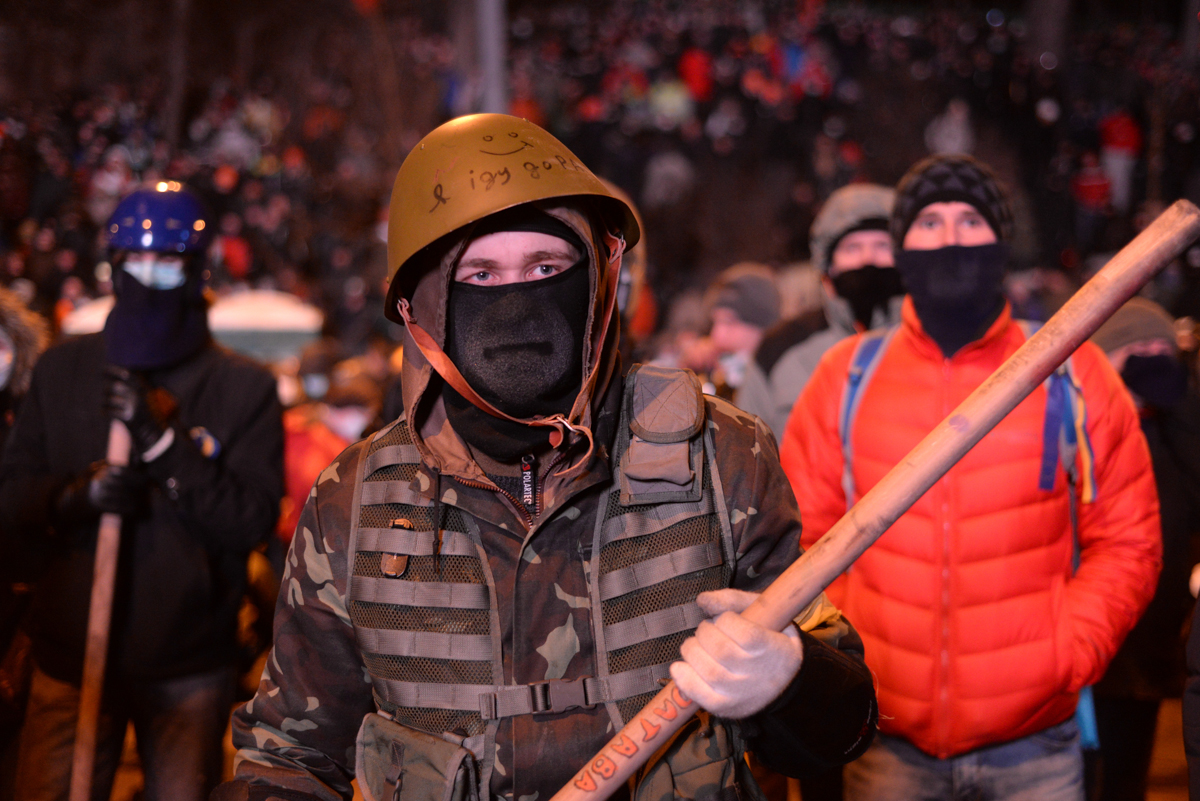
마이단의 자위대 모습

2013년 11월 30일 처음으로 대규모 시위가 강제 해산당한 다음 날 유로마이단 시위대는 스보보다 같은 친마이단 정당과 우크라이나의 정치인이자 기업가인 아르센 아바코우의 지원을 받아 키이우에서 진압경찰로부터 시위대를 보호하고 키이우 내 안전을 보장받기 위해 독립적인 경찰 단체인 "마이단 자위대"라고 부르는 자위대 단체를 만들었다. 자위대 책임자는 안드리 파루비가 맡았다.
마이단 자위대는 "우크라이나의 친유럽화 및 단결을 지지"하는 성명을 채택했고 공식적으로 가면을 쓰거나 무기를 휴대하는 행위를 허용하진 않았지만 단체 대부분의 사람들은 이런 규칙을 준수하지 않았고 자원대는 주로 중앙집중적인 지도부 아래 파편화되어 활동했다. 이 단체는 키이우 중심부의 한 여성 신발 가게에 본부를 두어 순찰대를 조직하고 새로운 회원을 모집하며 대중의 문의를 접수했다. 임시본부는 우크라이나 전역에서 온 자원봉사자의 노력으로 운영되었다. 야누코비치 대통령이 축출된 후 대부분의 경찰관이 보복 우려로 자신의 보직을 포기하면서 이 단체는 2014년 초 키이우에서 사실상의 경찰 역할을 하며 그 규모와 역할이 더욱 커졌다. 약탈이나 방화로 유로마이단의 성공이 더럽혀지는 일을 막기 위해 마이단 자위대는 최초로 정부 관련 건물을 보호하기 시작했으며 최고 라다(우크라이나 의회) 및 우크라이나 국립은행 같은 기관 건물은 24시간 감시했다.
"마이단 자위대" 같은 여러 자위대 단체는 "정부 보안군과의 폭력적인 대결에서 창끝 세력"이라고 말하는 여러 소트냐(수백이란 뜻)로 나뉘어 활동했다. 소트냐는 전통적인 카자크 기병대 편제에서 딴 말로 우크라이나 인민군, 우크라이나 반란군, 우크라이나 국민군에서도 사용한 용어이다.
"마이단 자위대"와 함께 2014년 1월 2일까지 노동조합 건물을 지키는 것과 같은 여러 '독립적인' 자위대(일부는 스스로를 소트냐나 자위대라고만 칭함)가 활동했다. 그 외 키이우 시정부의 나르니아와 비킨그스, 음악원 건물의 볼로딤르 파라시우크의 소트냐 등 독립 무장대가 있었으나 안드리 파루비는 공식적으로 이런 독립적인 무장대에겐 스스로를 "자위대"라고 부르지 말아달라고 요청했다.
우익 섹터는 스토냐로 등록할 당시 이미 수백 명의 회원이 있었으나 자위대 행동을 조정하고 공식적으로는 제23소트냐에 속했다. 제2소트냐(스보보다 당원이 대부분)는 "마이단 자위대 소트냐"와는 별도로 활동하는 경우가 많았다.
야권에 동정하는 일부 러시아 시민은 미잔트로피크 사단 일원으로 시위에 활동했으며 이들 중 다수는 우크라이나 시민권을 얻었다.

## 사상자

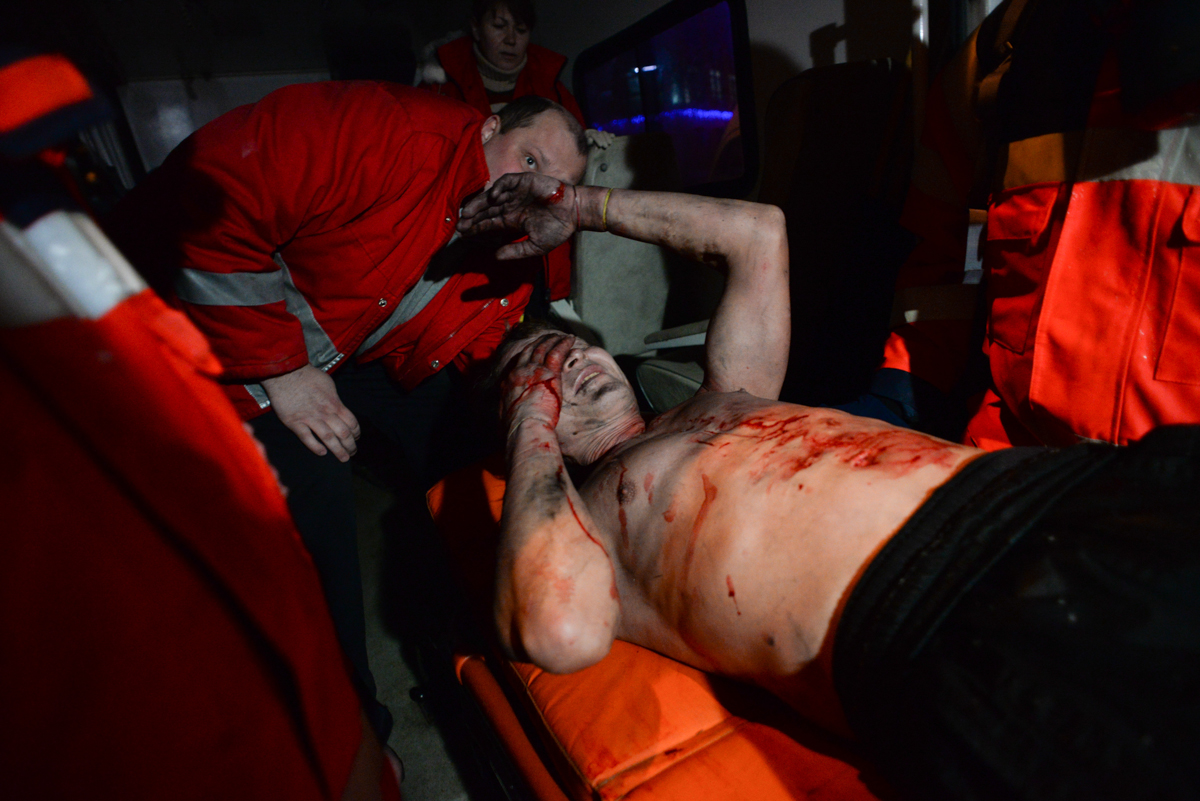
부상을 입은 시위대에게 응급 처치를 시행하는 우크라이나 적십자사 자원봉사자의 모습. 2014년 1월 19일 촬영.

유로마이단 시위로 100명 이상이 사망하고 총 2,500명 이상이 부상을 입었다. 총 사망자 수 중 시위대가 108명, 경찰관이 13명이다. 사상자 절대다수는 2014년 2월 있었던 존엄의 혁명 기간에 일어났다.
2015년 11월 국제형사재판소 검사실은 마이단 시위에 대한 법적 분석을 발표하며 "사망자와 중상자를 초래한 과도한 무력사용과 여러 형태의 학대를 포함해 시위대를 향한 폭력이 야누코비치 치하 우크라이나 정부에서 적극적으로 조장하거나 장려했다."고 결론을 내렸다.
2016년 6월까지 유로마이단 사상자 책임으로 55명이 기소되었는데 여기에는 전직 베르쿠트 특수경찰 29명, 티투스키 10명, 정부 고위 관료 10명이 포함되었다.

## 같이 보기
- 쿠치마 없는 우크라이나
- 오렌지 혁명
- 세금마이단 (uk:Податковий майдан)
- 일어나라, 우크라이나여!
- 키이우 레닌 동상의 붕괴
- 유로마이단의 국내 반응
- 유로마이단의 국제적 반응